# 蒙沙南站
蒙沙南站是法国的一个铁路车站，位于法国索恩-卢瓦尔省市镇蒙沙南境内。

## 位置
蒙沙南站位于蒙沙南市区的北部。车站大致呈东西走向，开口朝南。蒙沙南站是一个区域性的小型铁路枢纽，有三个不同方向的铁路在此交汇，可分别前往穆兰、第戎和讷韦尔方向。
此外，蒙沙南站东北大约2公里处为勒克勒佐TGV站，该站位于法国高速铁路东南线的正线上，每天有直达巴黎和里昂的TGV列车。但该站与蒙沙南站之间只有一条备用线铁路连接，尚未投入商业运营。

## 设施
蒙沙南站内配有人工售票窗口和自动售票机，并有一个小型候车室。蒙沙南站站前有露天停车场，站内西侧设有地下通道可连接岛式站台。

## 站台设置
| 北↑      |                       |  |    |
| 编组站道 |                       |  |    |
| A道      | 始发车                |  | ←→ |
|          | 岛式                  |  |    |
| 2道      | 第戎方向过路车        |  | →  |
| 1道      | 讷韦尔/穆兰方向过路车 |  | ←  |
|          | 侧式 主站房           |  |    |
| 南↓      |                       |  |    |

## 停靠线路
以下列车线路在蒙沙南站停靠：
| 蒙沙南站列车线路表    |      |          |               |              |
| 线路                  | 车种 | 上一站   | 下一站        | 大致运行频率 |
| 讷韦尔—第戎           | TER  | 勒克勒佐 | 博讷          | 每天7趟左右  |
| 欧坦—第戎             | TER  | 勒克勒佐 | 博讷          | 每天1趟      |
| 埃唐—蒙沙南           | TER  | 勒克勒佐 | （终点）      | 每天2趟左右  |
| 第戎—克莱蒙费朗       | TER  | 博讷     | 布朗济        | 每天1趟      |
| 蒙沙南—帕赖勒蒙尼亚勒 | TER  | （起点） | 布朗济        | 每天6趟左右  |
| 蒙沙南—索恩河畔沙隆   | TER  | （起点） | 圣莱热尔-德讷 | 每天6趟左右  |
| 1. 2.                 |      |          |               |              |

## 配套交通

### 长途客车
| 停靠勒克勒佐站的大巴车 |                                                | |
| 上下车地点             | 运营单位                                       | 主要线路及目的地                                                                                                |
| 勒克勒佐站门口         | 勃艮第-弗朗什-孔泰 大区城际客运 MobiGo         | LR707 勒克勒佐 · 托尔西 · 勒克勒佐TGV站 · 圣雷米 · 索恩河畔沙隆 LR712 勒克勒佐 · 托尔西 · 摩罗日 · 索恩河畔沙隆 |
| 勒克勒佐站门口         | 罗讷-阿尔卑斯城际客运 Car Auvergne-Rhône-Alpes | 13 勒科托 · 罗阿讷 · 马尔希尼 · 勒克勒佐TGV站                                                                   |
| 勒克勒佐站门口         | SNCF Car TER                                   | （当某条铁路线施工或罢工时，SNCF可能会提供途径该线路沿途站点的大巴车）                                          |
| 1. 2. 3. 4.            |                                                | |

### 城市公共交通
| 蒙沙南站附近的市内公共交通线路 |              |                                                                                                  |
| 公交车站名称                   | 位置         | 停靠线路                                                                                         |
| 蒙沙南火车站                   | 蒙沙南站门口 | C1 勒克勒佐-阿弗勒尔2000 ↔ 蒙沙南-布勒图树林 TGV 勒克勒佐-神学院 ↔ 勒克勒佐TGV站 ↔ 蒙梭矿-火车站 |
| 1.                             |              |                                                                                                  |

## 临近车站
| 蒙沙南站（Gare de Montchanin） |                    |                        |
| 上行车站                       | 线路               | 下行车站               |
| 勒克勒佐站 7.6km ←             | 讷韦尔－沙尼铁路   | 圣莱热尔-德讷站 → 16km |
| 布朗济站 10.3km ←              | 勒克托－蒙沙南铁路 | （终点）               |